# Günter Seling

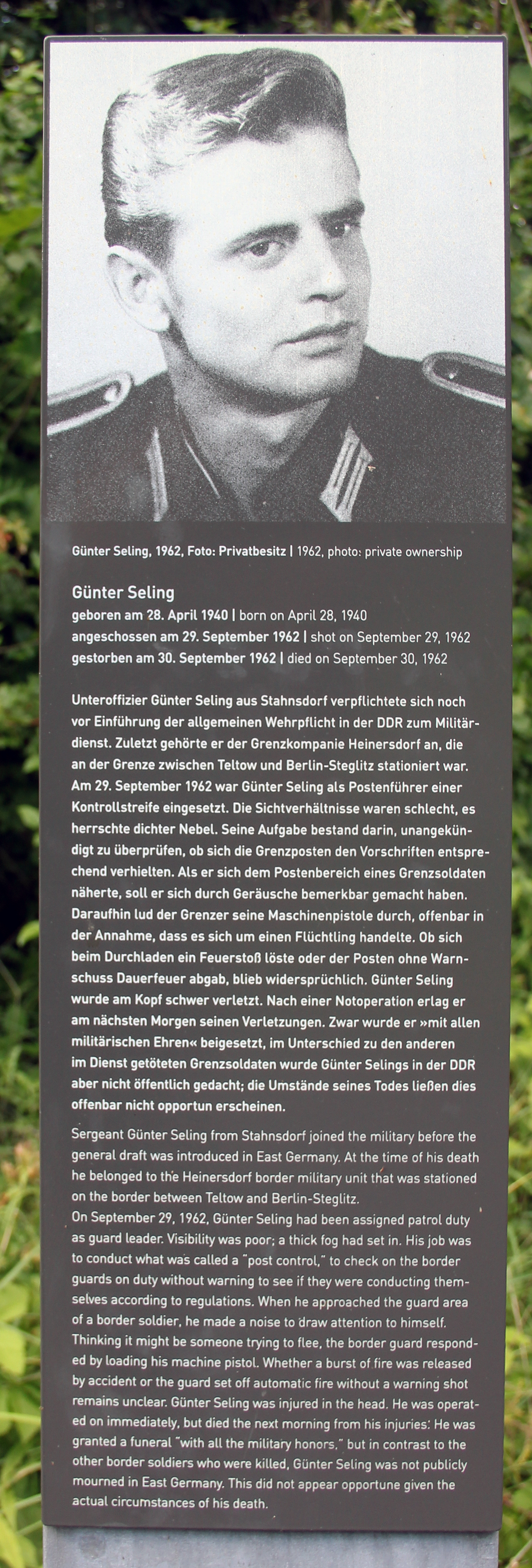
Tablica upamiętniająca przy Lichterfelder Allee w Berlinie

Günter Seling (ur. 28 kwietnia 1940 w Stahnsdorf, zm. 30 września 1962 w Kleinmachnow) – żołnierz wojsk granicznych NRD postrzelony omyłkowo podczas służby przez towarzysza z oddziału i zaliczany tym samym do ofiar śmiertelnych Muru Berlińskiego.

## Życiorys
Günter Seling dorastał w miejscowości Stahnsdorf, gdzie do momentu śmierci mieszkał w domu rodziców. W wieku 19 lat zgłosił się ochotniczo do służby w NVA, zostając przydzielonym do kompanii granicznej Heinersdorf. Rankiem 29 września 1962 r. podczas patrolu w gęstej mgle dostał się na odcinek powierzony innemu żołnierzowi. Ten usłyszawszy kroki zbliżającego się Selinga, przeładował swój pistolet maszynowy, po czym strzelił czterokrotnie, trafiając go jedną z kul w głowę. Okoliczności wypadku nie zostały jednoznacznie udokumentowane – podczas gdy jedna z wersji bazowała na przypadkowym wystrzale, inna opierała się na pomyłce: strzelający żołnierz rzekomo wziąć miał Selinga za uciekiniera.
Ciężko ranny Seling został zabrany do szpitala, gdzie doraźnie operowany zmarł następnego dnia około godziny 3:00 nad ranem. W odróżnieniu od innych przypadków śmierci żołnierzy wojsk granicznych, w środkach masowego przekazu NRD nie powiadomiono ani o okolicznościach śmierci, jak i o jakimkolwiek pogrzebie z honorami. Zachodnioniemieckie gazety – Die Welt oraz Der Tagesspiegel – poinformowały z kolei 11 października 1962 r. o pogrzebie pogranicznika zastrzelonego przez kolegę z oddziału. Sprawca postrzału został aresztowany, jego dalsze losy nie są znane.
W odróżnieniu od wszystkich innych poległych na służbie wschodnioniemieckich strażników granicznych, kreowanych przez propagandę NRD na bohaterów, Seling nie został w okresie NRD – zapewne ze względu na okoliczności śmierci – w żaden sposób upamiętniony.
Wznowione po zjednoczeniu Niemiec śledztwo zostało umorzone w związku z odrzuceniem zarzutów zamiaru zabójstwa i przekonaniem o nieszczęśliwym wypadku.